# Nathalie Fuchs
Nathalie Fuchs (3 settembre 1952) è un'ex tennista francese.

## Carriera
In carriera ha vinto un titolo nel singolare, il Barcelona Ladies Open nel 1974, e lo stesso torneo nel doppio nel 1972, in coppia con la connazionale Gail Sherriff Chanfreau. Nei tornei del Grande Slam ha ottenuto il suo miglior risultato raggiungendo le semifinali di doppio misto all'Open di Francia nel 1974, in coppia con Wanaro N'Godrella.
In Fed Cup ha disputato un totale di 12 partite, collezionando 7 vittorie e 5 sconfitte.

## Statistiche

### Singolare

#### Vittorie (1)
| Numero | Anno            | Torneo                            | Superficie | Avversaria in finale | Punteggio |
| 1.     | 20 ottobre 1974 | Barcelona Ladies Open, Barcellona |            | Glynis Coles         | 7-5, 8-6  |

### Singolare

#### Finali perse (2)
| Numero | Anno             | Torneo                            | Superficie | Avversaria in finale    | Punteggio |
| 1.     | 23 ottobre 1972  | Barcelona Ladies Open, Barcellona |            | Gail Sherriff Chanfreau | 1-6, 4-6  |
| 2.     | 12 novembre 1973 | Billingham Cup, Billingham        |            | Virginia Wade           | 0-6, 2-6  |

### Doppio

#### Vittorie (1)
| Numero | Anno            | Torneo                            | Superficie | Compagna                | Avversarie in finale             | Punteggio |
| 1.     | 23 ottobre 1972 | Barcelona Ladies Open, Barcellona |            | Gail Sherriff Chanfreau | Michèle Gurdal Monique van Haver | 6-4, 6-2  |

### Doppio

#### Finali perse (1)
| Numero | Anno            | Torneo                            | Superficie | Compagna       | Avversarie in finale           | Punteggio |
| 1.     | 24 ottobre 1976 | Barcelona Ladies Open, Barcellona |            | Michèle Gurdal | Florența Mihai Virginia Ruzici | 2-6, 4-6  |